# 高盧帝國

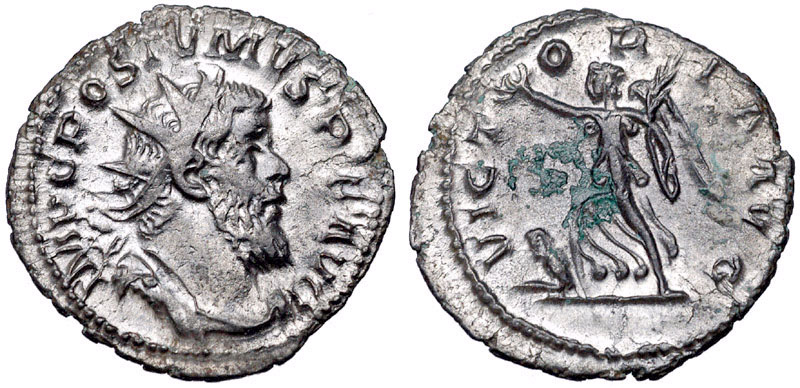
刻有高盧皇帝波斯圖穆斯頭像的貨幣，此為慶祝其建立高盧帝國所發行。

高盧帝國，是羅馬帝國處於三世紀危機時獨立出去的割據政權。「帝國」稱號為今人所取，在其時稱之為「高盧的政權（Imperium Galliarum）」。
其包含了原羅馬帝國的高盧行省、不列顛行省、伊斯帕尼亞行省與貝迪卡行省，肇始於瓦萊里安皇帝被薩珊波斯所擒後，其子加里恩努斯皇帝無力控制全國之時，潘諾尼亞行省的長官於是時發動了一場叛亂，使得皇帝趕至多瑙河流域鎮壓，獨留上日耳曼行省與下日耳曼行省長官波斯圖穆斯於萊茵河地區，叛亂最後雖然失敗，但卻給了波斯圖穆斯獨立稱帝之機。
皇帝雖然命太子薩洛尼努斯與禁衛隊長西拉留守基帕拿（即今科隆），以確保太子安全，並藉此抑制波斯圖穆斯的野心。然而在經過少量的邊境戰鬥後，波斯圖穆斯控制了基帕拿，並處決了太子和其侍衛。
波斯圖穆斯在事後登基為帝，定都基帕拿，設立元老院，並年選兩名執政官（然而其名單至今已不全），及設立其個人禁衛軍。雖然有獨立元老院，其本人曾經五度控制之。
其國之創立，可說是其時日益嚴重的羅馬公民身份與高盧人身份認知矛盾的表現，波斯圖穆斯選擇了作為高盧人之帝。其於261年擊退了法蘭克人與阿拉曼人對萊茵河邊境的進侵，然而在上萊茵與多瑙河以外之領土則被棄與夷狄數年。
273年，羅馬皇帝奧勒良收復高盧，帝國覆亡。

## 統治者
高盧諸帝因為其發行的貨幣上的刻貌而為人所知，帝國軍政史亦可以由諸帝之事業描繪出來。今列諸帝之名如下：
- 波斯圖穆斯（英语：Postumus），261年至268年
  - （里伊利勒斯（英语：Laelian），268年上半）
- 马可·奥勒留·马略，268年
- 韋圖維士（英语：Victorinus），268年至270年
  - （篡位者圖密善二世（英语：Domitian II），271年）
- 泰特里庫斯一世，270年至273年（都特里爾）
  - 泰特里庫斯二世，270年至273年（泰特里庫斯一世之子，為凱撒（即副帝））

## 外部連結
- 高盧執政官 （英文）
- 高盧帝國 （页面存档备份，存于） （英文）
- Jona Lendering著高盧帝國 （页面存档备份，存于） （英文）
- 高盧帝國貨幣 （页面存档备份，存于） （英文）

1. ↑  Bourne, R. J. (2001). Aspects of the relationship between the Central and Gallic Empires in the mid to late third century AD with special reference to coinage studies. Archaeopress. p. 22.